# Mandevilla bahiensis
Mandevilla bahiensis är en oleanderväxtart som först beskrevs av Robert Everard Woodson, och fick sitt nu gällande namn av M.F.Sales och Kin.-gouv.. Mandevilla bahiensis ingår i släktet Mandevilla och familjen oleanderväxter. Inga underarter finns listade i Catalogue of Life.